# The Hollies
The Hollies es una banda de rock británica formada en Mánchester en 1962, aunque la mayoría de los integrantes de la banda son del este de Lancashire. Conocidos por su estilo vocal distintivo, se convirtieron en uno de los principales grupos británicos de los años 1960 y 1970. Disfrutaron de una considerable popularidad en muchos países, aunque no lograron gran éxito en las listas de Estados Unidos hasta 1966. Son conocidos por sencillos como Long Cool Woman in a Black Dress y He Ain't Heavy, He's My Brother.

## Historia
El quinteto de Mánchester estuvo muy influenciado por The Everly Brothers. Es bien sabido que sus armonías de tres partes rivalizan con aquellas de The Beach Boys. Destacan además las guitarras melodiosas, las melodías contagiosas, el ritmo un tanto jazzístico, y una imagen limpia-escandalosa. Fueron llamados los "Everly Brothers Británicos".
The Hollies son uno de los grupos más exitosos de rock de la invasión Británica. A lo largo de su carrera trataron de enfilarse hacia los rumbos del Folk-rock y ligeramente en los sonidos psicodélicos como puede apreciarse en su evolución musical a través del paso del tiempo.

### Formación
La historia de la formación de los Hollies se remonta hacia 1947. Allan Clarke, de 5 años de edad, llegó a la escuela primaria Ordsall en Salford (ciudad gemela de Mánchester) Inglaterra, y ahí conoció a Graham Nash. Con la misma edad que él, Nash fue el único voluntario de la clase en permitirle sentarse a su lado en el mismo pupitre. Pronto encontrarían un interés común en la música. Comenzaron cantando juntos en los coros, y mientras maduraban, sus voces empezaron a ser complementarias recíprocamente. El ímpetu de los chicos por iniciar una carrera juntos, emergió bajo la influencia de la música Skiffle en Inglaterra.
Clarke declaró: 
«Todo lo que queríamos era ser estrellas de rock and roll, y el skiffle era la única manera de comenzar, porque está completamente basado en acordes facilísimos de tocar, La y Re, Sol y Do, y nos gustaban las canciones. Graham y yo tocamos en Clubs de Manchester, haciéndolo a la manera de los Everly Brothers, quienes fueron nuestra auténtica inspiración debido a sus armonías a dos voces»
Esta fue la base de Los Hollies. Hacia 1962 Clarke y Nash ya habían cantado en locales tipo Café cantante durante años como un dueto semi-profesional, bajo distintos nombres como el de "The Guytones", "The Two Teens", "The Levins", y un acto fraterno llamado "Ricky an Dane". Actuando junto a "The Fourtones", conocieron a Eric Haydock y Don Rathbone, y fueron invitados a unirse a "The Deltas".
Posteriormente, los cuatro decidieron abandonar a "The Deltas" para formar un nuevo grupo. Según personas allegadas a la banda, escogieron el nombre del grupo a partir de algún adorno navideño (Christmas Holly) de la casa de Graham y no en homenaje a Buddy Holly, como se rumoreó durante mucho tiempo. La historia sobre el hecho es muy vaga, hasta el punto de que ninguno de los miembros la recuerda exactamente. Sin embargo, el nombre ha sido su emblema constante durante 34 años.
La alineación original consistió en Allan Clarke (cantante), Graham Nash y Vic Steel (en las guitarras), Erick Haydock en el (bajo) y Don Rathbone en la (batería). Vick Steel abandonaría el conjunto muy pronto, y fue reemplazado por Tony Hicks.
En 1963, y antes de que el grupo comenzara a tener éxitos, Rathbone dejó al grupo para converstirse en su representante y fue reemplazado por Bobby Elliot proveniente de "Shane Fenton and The Fentons". Elliot y Hicks ya tocaban juntos en otra banda de Mánchester llamada "Rick Shaw and The Dolphins". Tiempo después, Bernie Calvert tomó el lugar de Haydock en 1966, y en 1968, cuando Nash dejó el grupo para integrarse en Crosby, Stills, Nash & Young, fue reemplazado por Terry Sylvester.

### Años 60
La primera aparición de la banda como "The Hollies" tuvo lugar en el Oasis Club en Mánchester en diciembre de 1962 con gran éxito. Poco después The Hollies tomarían el puesto que The Beatles dejaban en The Cavern Club. Los Beatles se habían "graduado" en este local, firmando un contrato con la Parlophone bajo la mano de George Martin.
La patente actividad musical en Liverpool y Mánchester propició que productores de discos que nunca se habían aventurado más allá de Londres, comenzaran a buscar en el norte. Uno de ellos fue Ron Richards, un productor del equipo de EMI, quién fue a "The Cavern Club" en enero de 1963, encontrando un escuálido club que subsistía como le era posible, y todo lo que los Hollies hacían era "gemir".
Tras la salida de Steel y el ingreso de Hicks, los Hollies incorporaron a su repertorio temas oscuros y clásicos del Rhythm and blues, de forma semejante a todos los grupos beat de aquellos años. Sin embargo continuaronescribiendo algunos temas propios y a la vez solicitaron letras de otros compositores profesionales. Los temas escritos por ellos aparecerían frecuentemente en el lado "B" de sus sencillos bajo el seudónimo "Chester Mann" o "L. Ransford".
Lograron colocar su primer máximo hit a fines de 1963 con una nueva versión del tema de  Maurice Williams and The Zodiacs, la canción "Stay", que se situó en el puesto Nº8 en las listas de popularidad de Gran Bretaña. Fue seguido por el cover a la canción de Doris Troy, "Just one Look".
El quinto sencillo de The Hollies ("We're Throug"), sería el primer tema original del grupo en una cara "A". Escrito por Allan Clarke, Tony Hicks y Graham Nash bajo el nuevo seudónimos colectivo de "L. Ransfold", fue grabado el 25 de agosto de 1964. El sencillo fue lanzado al mes siguiente y ya para el 26 de septiembre del mismo año entró en las listas Británicas, en la posición número 27, ocupando el lugar N.º 7 durante un período relativamente corto, un hecho que en comparación con el éxito de "Just One Look" (N.º 2 en listas), desalentó a la compañía discográfica para otorgarles la cara "A" de los discos a las canciones originales del grupo. Este incidente fue un pequeño tropiezo para la banda, que sin embargo confiaba en que las cosas mejorarían posteriormente.
Durante el verano de 1965, el equipo de composición integrado por Clarke-Hicks-Nash avanzó notablemente en la composición de sus siguientes canciones. Los tres fueron contratados por "Dick James Music", compañía que les cedió los derechos de publicación sobre sus propios trabajos bajo el distintivo "Gralto Music" (de Graham, Allan y Tony). El periodo de 1966 a 1968 vio a Clarke, Hicks y Nash convertirse en unos de los compositores mejor situados frente a su propia editora, en comparación con John Lennon y Paul McCartney o Mick Jagger y Keith Richards, que por entonces estaban en peores condiciones contractuales.
Los Hollies se perfilaron y se establecieron como una de las más preeminentes bandas británicas sencillas y lograron el éxito en las listas de popularidad de muchos países. Sin embargo, el grupo vivió su primer lapsus cuando grabaron el tema de George Harrison "If I Needed Someone" que sólo alcanzó a arañar la posición número 20, lo que aunado a una mala respuesta de la prensa, causó que Los Hollies y John Lennon se lanzaron ataques el uno contra el otro descargando su frustración en relación con el fracaso de un tema de los Beatles.
El bajista Eric Haydock y el baterista Bobby Elliot fueron considerados como los elementos más destacados en lo que a ritmo se refiere de la era Pop rock de Gran Bretaña en aquel periodo. No obstante en 1966, el bajista Haydock fue remplazado por Bernie Calvert. Muchos críticos musicales no lo consideraron tan bueno como su antecesor, quien tocando tenía un perfil mucho más alto dentro del grupo. Ron Richards parecía justificar este hecho de acuerdo con la contribución de Haydock a las altas calificaciones de las canciones del grupo en el Epic Records'20 Song Anthology.
Según  Ron Richards:
«Calvert no fue un buen bajista, y yo sepulté deliberadamente su sonido en combinación con las canciones una vez que se unió al grupo.»
Aunque fueron un éxito sonado en 1966 en Gran Bretaña y Europa, sus actuaciones en Estados Unidos nunca fueron tan exitosas.
Con su nuevo miembro Bernie Calvert, Los Hollies grabaron la canción que sería su éxito ansiado en América: "Bus Stop"(Parada de ómnibus), escrita por Graham Gouldman, un sobresaliente sencillo que alcanzaría la posición N.º 5 en América, siendo el primer "punto Inglés" en colocarse en las listas.
Ya para aquella época, la banda había florecido y madurado musicalmente hablando, tanto en lo que a composición se refiere,  como en lo tocante a calidad interpretativa. Su siguiente álbum "For Certain Because", fue más elaborado,  siendo todos los temas del disco originales, llenos de una inusual instrumentación, incluyendo marimbas y otros sonidos exóticos. En muchos aspectos se considera a For Certain Because como el "Rubber Soul" de Los Hollies, ya que no hubo sencillo previo y dado que cualquier tema pudo haber sido lado "A" o "B" indistintamente. Una de las canciones del álbum "Pay You Back With Interest" fue publicada en América como sencillo bajo el sello fonográfico Imperial, después de que la banda firmara contrato con Epic Records, mientras que otro tema "Tell Me To My Face" fue re-versionada por Dan Fogelberg y Tim Weisberg. Otros temas como "Clown" fueron composiciones más personales de Graham Nash, quien comenzó un desarrollo distinto e individualizado en materia de composición.

### Años 70
Además de su trabajo en Hollies, Graham Nash coescribió el primer éxito en solitario de John Walker, "Annabella", en 1967. El fracaso de "King Midas in Reverse" había aumentado la tensión dentro de la banda, con Clarke y Hicks queriendo grabar más material "pop" que Nash. Las cosas llegaron a un punto crítico cuando la banda rechazó " Marrakesh Express " de Nash y luego decidió grabar un álbum compuesto enteramente por versiones de Bob Dylan. 
En agosto de 1968, The Hollies grabaron "Listen to Me" (escrita por Tony Hazzard), que incluía a Nicky Hopkins al piano. Esa resultó ser la última sesión de grabación de Nash con la banda, dejó oficialmente el grupo para mudarse a Los Ángeles, donde tentativamente planeó convertirse principalmente en compositor, después de una actuación en un concierto benéfico en el London Palladium el 8 de diciembre de 1968. Nash declaró en una entrevista: "No puedo hacer ninguna gira más. Solo quiero sentarme en casa y escribir canciones. Realmente no me importa lo que piense el resto del grupo". Después de mudarse a Los Ángeles, se unió al ex guitarrista de Buffalo Springfield, Stephen Stills y al ex cantante y guitarrista de The Byrds, David Crosby, para formar uno de los primeros supergrupos, Crosby, Stills, Nash & Young, que lanzó "Marrakesh Express" como su sencillo debut.
Graham Nash fue reemplazado en The Hollies en enero de 1969 por Terry Sylvester, antes miembro de The Swinging Blue Jeans. Sylvester también sustituyó a Nash como parte del equipo de composición del grupo, con Clarke y Hicks. Como estaba previsto antes de la partida de Nash, el siguiente álbum del grupo fue Hollies Sing Dylan, que alcanzó el número 3 en las listas de éxitos del Reino Unido.
La partida de Nash hizo que The Hollies recurrieran nuevamente a escritores. Durante 1969 y 1970 obtuvieron cuatro éxitos consecutivos en el Top 20 del Reino Unido, comenzando con la canción de Geoff Stephens y Tony Macaulay, " Sorry Suzanne ", que alcanzó el número 3 en el Reino Unido, seguido de la emotiva balada "He Ain't Heavy, He's My Brother" escrita por Bobby Scott y Bob Russell, que contó con la interpretación al piano de Elton John y alcanzó el número 3 en el Reino Unido en octubre de 1969 y el número 7 en los Estados Unidos en marzo de 1970. El siguiente álbum, Hollies Sing Hollies, no llegó a las listas del Reino Unido, pero sí a las de Estados Unidos y Canadá, donde alcanzó el puesto 32 después de haber sido retitulado He Ain't Heavy, He's My Brother e incluir esa canción.
El siguiente sencillo de The Hollies, "I Can't Tell the Bottom from the Top", nuevamente contó con un joven Elton John al piano y entró en las listas de éxitos de una docena de países. Los éxitos internacionales continuaron con "Gasoline Alley Bred", escrita por Roger Cook, Roger Greenaway y Tony Macaulay, y con "Too Young to Be Married" y "Hey Willy". 
Al igual que le ocurriera a Graham Nash antes que él, para 1971, Allan Clarke estaba cada vez más frustrado y también comenzó a enfrentarse con el productor Ron Richards por el material. Tras ver el éxito que Nash estaba teniendo con su nueva banda, estaba ansioso por dejar el grupo y grabar un álbum en solitario. Después del álbum Distant Light de 1971 , que concluyó el contrato de la banda con EMI/Parlophone en el Reino Unido, Clarke dejó la banda.
The Hollies firmaron con Polydor en 1972, aunque su contrato estadounidense con Epic todavía tenía tres álbumes más por ejecutar. El cantante sueco Mikael Rickfors, anteriormente del grupo Bamboo (que habían teloneado a The Hollies en Suecia en 1967), fue reclutado rápidamente por el resto de la banda y cantó el primer sencillo de Polydor del grupo, "The Baby". Cuando Mikael audicionó por primera vez para ellos, trató de cantar en el rango vocal más alto de Allan Clarke y los resultados fueron terribles. El resto del grupo decidió que sería mejor grabar canciones con él comenzando desde cero. Terry Sylvester y Tony Hicks se mezclaron con la voz de barítono de Rickfors en lugar de que él intentara imitar la voz de tenor de Clarke. [19]Hubo rumores de que Rickfors no podía hablar una palabra de inglés y tuvo que aprender fonéticamente las palabras de "The Baby". 
Mientras tanto, en un movimiento de contraprogramación, Parlophone tomó una pista compuesta por Clarke del álbum Distant Light, que anteriormente no había tenido mucho éxito y que también presentaba a Clarke en la voz principal y la guitarra principal, "Long Cool Woman in a Black Dress" inspirada en el estilo de Creedence Clearwater Revival y la lanzó como sencillo rival de "The Baby" en febrero de 1972. En Estados Unidos, Epic, que poseía los derechos de Distant Light pero no lo había lanzado, finalmente lanzó el álbum en abril de 1972 y el sencillo en mayo de 1972. Sorprendentemente, la canción se convirtió en un gran éxito fuera de Europa, alcanzando el puesto número 2. en los EE. UU. (el sencillo de Hollies con las listas más altas en los EE. UU.) y Australia.
The Hollies, liderados por Rickfors lanzaron en 1972, Romany, su primer álbum sin Allan Clarke, que alcanzó el puesto 84 en las listas de Estados Unidos. En 1973 publicaron Out on the Road, grabado en Alemania. Con el éxito estadounidense de Distant Light y sus sencillos, Clarke decidió volver a unirse a la banda en el verano de 1973 y Rickfors se fue. Tras el regreso de Clarke, The Hollies regresaron al Top 30 del Reino Unido con otra canción estilo swamp rock escrita por Clarke, "The Day That Curly Billy Shot Down Crazy Sam McGee". En 1974, publicaron el que sería su último gran éxito internacional, "The Air That I Breathe", una canción de amor compuesta por Albert Hammond y Mike Hazlewood.
Tras el fracaso del sencillo "4th of July, Asbury Park", escrito por Bruce Springsteen, Epic rescindió el contrato con la banda en Estados Unidos y combinó sus dos álbumes de 1976 en su último lanzamiento estadounidense de la década. The Hollies continuaron teniendo éxitos en las listas de singles durante el resto de los años setenta, principalmente en Europa.

### Últimos años
En 1980, la banda regresó a las listas británicas con el sencillo "Soldier's Song", escrito y producido por Mike Batt, que fue un éxito menos, llegando al puesto 58 y lanzaron un álbum de versiones de Buddy Holly titulado Buddy Holly. En mayo de 1981, Calvert y Sylvester abandonaron el grupo después de desacuerdos musicales con Bruce Welch, que los producía en ese momento. Alan Coates se unió a la banda con una guitarra rítmica y voz poco después.
The Hollies volvió a grabar en estudio el 6 de junio de 1981 con el cantante/escritor/guitarrista John Miles y el bajista de sesión Alan Jones para grabar "Carrie" y "Driver". Sin embargo, ninguna de estas canciones fue lanzada en ese momento ("Carrie" apareció eventualmente como la cara b de la reedición "He Ain't Heavy" en 1988). En agosto de ese mismo año, publicaron el sencillo "Holliedaze" con EMI, un medley editado conjuntamente por Tony Hicks, que les devolvió al Top 30 del Reino Unido. A petición de la BBC, Nash y Haydock se volvieron a unir a la banda brevemente en septiembre de 1981 para promover la grabación en el programa Top of the Pops. The Hollies publicó su último sencillo en Polydor, "Take My Love and Run" en noviembre de ese mismo año.
Graham Nash se unió a la banda para la grabación de una canción de Alan Tarney, "Somethin' Is not Right" el 10 de septiembre de 1982, que condujo a la creación de un nuevo álbum de reunión, What Goes Around..., publicado por WEA Records en julio de 1983. Graham Nash continuó colaborando con la banda en su gira por Estados Unidos en 1984, llegando a grabar un álbum en vivo en el Kings Island Amusement Park de Ohio, publicado en 1997 como Archive Alive. En 2004 fue retitulado Reuniony se incluyeron dos pistas extra.
Tras su utilización en un anuncio de cerveza de televisión (por la marca Miller Lite lager) en el verano de 1988, "He Ain't Heavy" fue reeditado en Reino Unido y llegó al No.1, estableciendo así un nuevo récord durante el tiempo transcurrido entre primeros puestos de singles para un artista en 23 años (el primer número 1 del Reino Unido había sido I'm Alive de 1965). En ese momento, el bajista Ray Stiles, se había unido a la formación permanente. Ese mismo año se publicó también el álbum de recopilatorio All the Hits & More: The Definitive Collection que entró en la lista del Reino Unido.
En 1993, la banda celebró su 30 aniversario con la publicación del álbum recopilatorio, The Air That I Breathe: The Very Best of The Hollies, que alcanzó el número 15 del Reino Unido. Este álbum incluía un nuevo sencillo, "The Woman I Love", que llegó al número 42 de las listas británicas. Graham Nash volvió a reunirse con la banda para grabar una nueva versión de "Peggy Sue Got Married" de Buddy Holly, tomado de una versión 'alternativa' de la canción dada a Nash por la viuda de Holly, Maria Eleana Holly. Esta grabación "Buddy Holly & The Hollies" abrió el álbum tributo a Holly grabado por varios artistas, Not Fade Away.
The Hollies fueron galardonados con un Premio Ivor Novello en 1995 por una contribución destacada a la música británica.
Allan Clarke se retiró en febrero de 2000. Fue reemplazado por Carl Wayne, antiguo cantante de The Move, quien sólo grabó una canción con ellos, "How do I survive?", en el 2003, pues falleció de cáncer en agosto de 2004. Fue reemplazado por Peter Howarth. Alan Coates dejó la banda y fue reemplazado por Steve Lauri. En 2006 fueron incorporados al Salón de la Fama de la Música Vocal en Estados Unidos. También en 2006, publicaron su primer álbum de estudio desde 1983, Staying Power, con Peter Howarth en la voz principal. El grupo lanzó un nuevo álbum de estudio, Then, Now, Always, a finales de marzo de 2009.
En 2006 fueron incluidos en el Salón de la Fama de los Grupos Vocales. En reconocimiento a sus logros, The Hollies fueron incorporados al Salón de la Fama del Rock and Roll en 2010.

## Discografía en el Reino Unido
1. Stay with the Hollies, 1964[7]
2. In the Hollies Style, 1964[8]
3. The Hollies, 1965
4. Would You Believe?, 1966
5. For Certain Because, 1966
6. Evolution, 1967
7. Butterfly, 1967
8. The Hollies' Greatest, 1968 (recopilación)
9. Hollies Sing Dylan, 1969
10. Hollies Sing Hollies, 1969
11. Reflection, 1969
12. Confessions of the Mind, 1970
13. Distant Light, 1971
14. Romany, 1972
15. Hollies, 1974
16. Another Night, 1975
17. Write On, 1976
18. Russian Roulette, 1976
19. Hollies Live, 1977
20. 20 Golden Greats, 1978 (recopilación)
21. A Crazy Steal, 1978
22. 5317704, 1979
23. Buddy Holly, 1980
24. What Goes Around, 1983
25. Reunion, 1983
26. Staying Power, 2006
27. Then, Now, Always, 2010